# Kondensatorbus

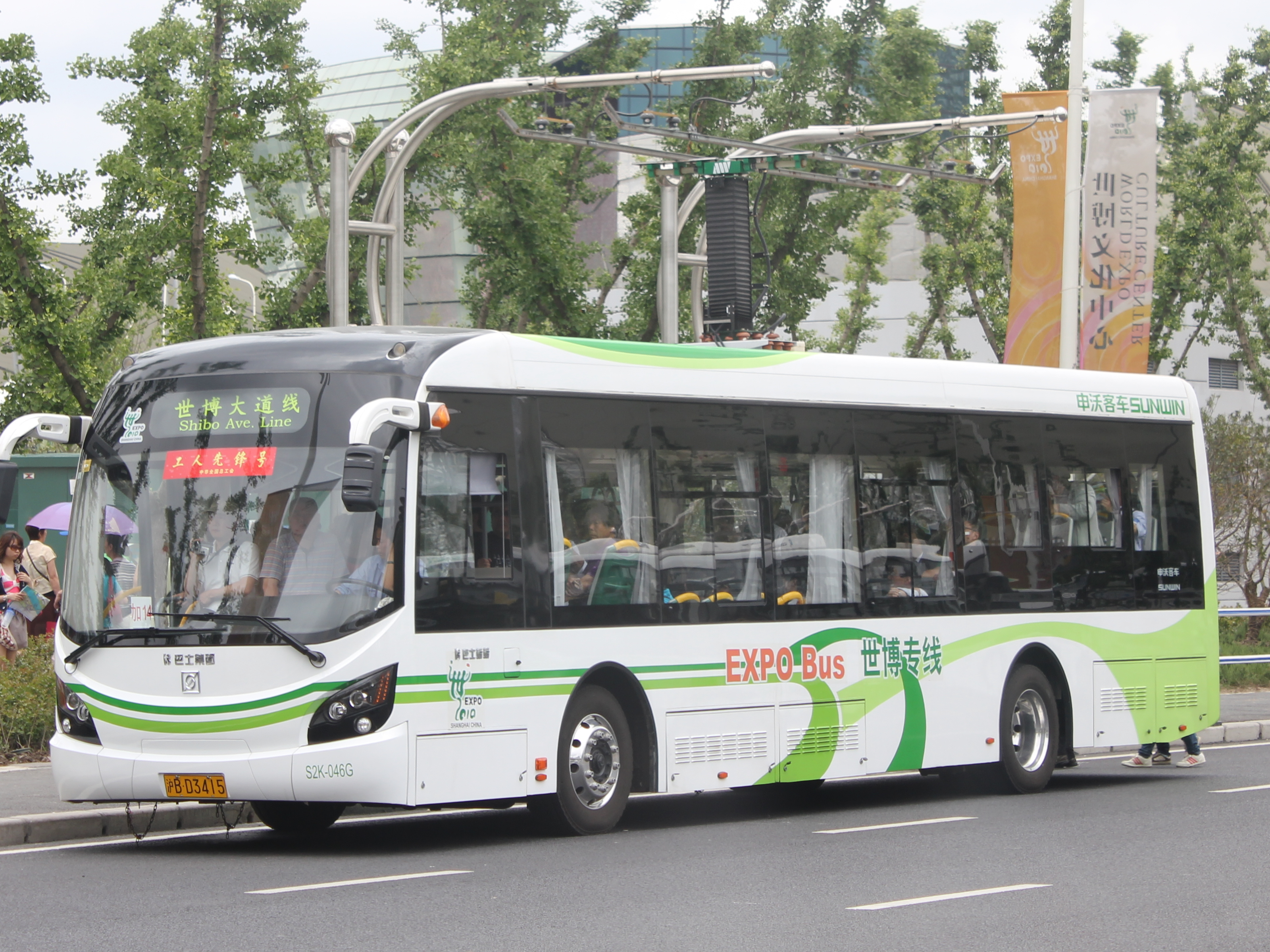
Kondensatorbus auf der EXPO 2010 in Shanghai beim Aufladen an der Haltestelle

Ein Kondensatorbus, auch Capabus genannt, ist ein Omnibus mit einem Elektroantrieb. Die elektrische Energie wird elektrostatisch in einem Kondensator gespeichert. Dies ist vergleichbar mit einem Batteriebus. Jedoch hat ein Kondensator typischerweise weniger Speichervermögen als ein Akkumulator, kann aber mit besonders hoher Leistung geladen werden, so dass alle paar Haltestellen – etwa in zwei Kilometer Abstand – während des Fahrgastwechsels innerhalb weniger als einer Minute per Stromabnehmer nachgeladen werden kann.
Der bulgarische Elektrobus-Hersteller Chariot Motors bietet Omnibusse mit Ultrakondensatoren an, die 40 kWh speichern können. Die Fahrzeuge haben einen Verbrauch von 110 kWh auf 100 Kilometern. Somit kommt der Bus mit einer Ladung etwa 30 Kilometer weit und muss dann nachgeladen werden. Die Ladezeit beträgt zwischen 5 und 7 Minuten. Die Ladeleistung beträgt 350 kW. Die Busse sind u. a. in Belgrad und der bulgarischen Stadt Gabrowo im Einsatz. Das Aufladen erfolgt an der Endstation.
Schon 2001 wurde der sog. „Ultracapbus“ von MAN der Öffentlichkeit vorgestellt, der erste Hybridbus in Europa, der in der Lage war, seine Bremsenergie zurückzugewinnen. Er wurde in den Jahren 2001/2002 im realen Linienbetrieb in Nürnberg erprobt. Jeder Bus enthielt acht Superkondensator-Module, die mit 640 Volt betrieben wurden. Der Energieinhalt der Module betrug 0,4 kWh bei einer Masse von 400 kg und lieferte einen maximalen Strom von 400 A. Die Vorteile des Systems waren eine deutliche Reduzierung des Kraftstoffverbrauchs (derzeit 10 bis 15 % im Vergleich zum konventionellen Dieselfahrzeug), eine Reduktion der CO2-Emissionen, das Verlassen der Haltestelle ohne störende Geräusch- und Abgasbelastung, die Erhöhung des Fahrkomforts (ruckfreies, vibrationsarmes Fahren) und eine Reduktion der Wartungskosten.
Ein weiterer Betriebsversuch mit Superkondensatoren zur Energierückgewinnung wurde 2002 mit der TOHYCO-Rider-Kleinbusflotte in Luzern, Schweiz, erfolgreich durchgeführt. Die Busse können an jeder Haltestelle in wenigen Minuten berührungslos induktiv aufgeladen werden. Alle Versuche fielen erfolgreich aus, so dass der Flottenversuch 2004 weiter fortgesetzt wurde.

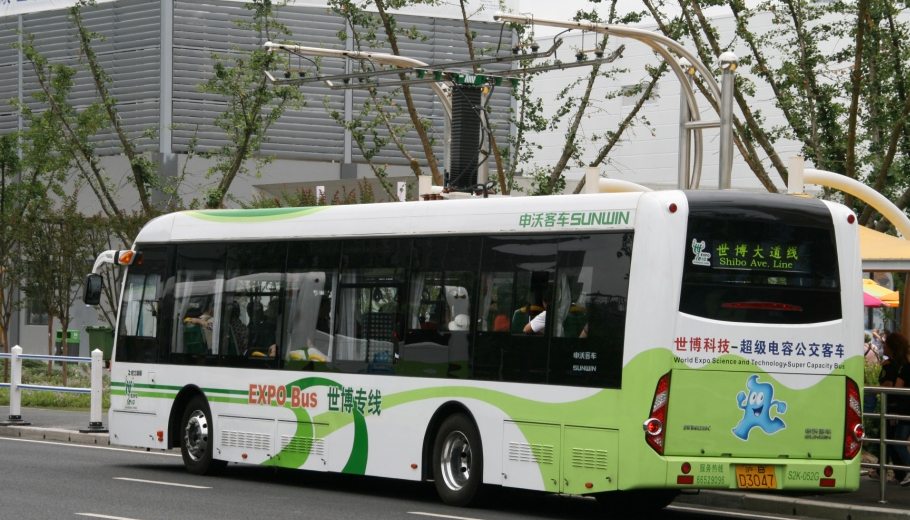
Kondensatorbus auf der EXPO 2010 in Shanghai beim Aufladen an der Haltestelle

Im Frühjahr 2005 wurde in Shanghai ein Kondensatorbus erprobt. Er war mit Superkondensatoren für die Rekuperation und den Fahrbetrieb ausgerüstet und wurde an den Haltestellen mit Hilfe dort fest installierter Ladestationen für den Fahrbetrieb aufgeladen. 2013 waren in Shanghai bereits drei solcher Linien mit insgesamt 17 Bussen in Betrieb. Die Betreiber gingen damals davon aus, dass der Betrieb wegen der höheren Zyklusfestigkeit und der längeren Lebensdauer der Kondensatoren kostengünstiger als mit Li-Ionen-Akkumulatoren sein wird und über seine Betriebsdauer mehr als 200 000 US-Dollar Einsparungen gegenüber einem Dieselbetrieb erwirtschaften wird.
Ein anderes Konzept eines elektrischen Busses, das völlig ohne Ladestationen auskommt, wurde von der University of Glamorgan (Wales) vorgestellt. Als Energiequelle wird sowohl Wasserstoff in Kombination mit einer Brennstoffzelle als auch Strom aus Solarzellen verwendet. Die Zwischenspeicherung erfolgt über parallelgeschaltete Akkus und Superkondensatoren. Dieser „Tribrid“ genannte Bus dient dem Transport der Studenten auf dem Campus.